# Serie B (1997/1998)
Rozgrywki Serie B w sezonie 1997/1998 były 66. edycją w historii włoskiej drugiej ligi.

## Uczestnicy
| Uczestnicy poprzedniej edycji                                                                                 | Uczestnicy poprzedniej edycji | Uczestnicy poprzedniej edycji | Uczestnicy poprzedniej edycji |
| --- | ----------------------------- | ----------------------------- | ----------------------------- |
| GEN | Genoa                         | 5                             |                               |
| PES | Pescara                       | 6                             |                               |
| CHV | Chievo Verona                 | 7                             |                               |
| RAV | Ravenna                       | 8                             |                               |
| TOR | Torino                        | 9                             |                               |
| REG | Reggina                       | 10                            |                               |
| FOG | Foggia                        | 11                            |                               |
| PAD | Padova                        | 12                            |                               |
| VEN | Venezia                       | 13                            |                               |
| LUC | Lucchese                      | 14                            |                               |
| SAL | Salernitana                   | 15                            |                               |
| CDS | Castel di Sangro              | 16                            |                               |
| Spadek z Serie A 1996/1997                                                                                    |                               |                               |                               |
| CAG | Cagliari                      | 151                           |                               |
| PER | Perugia                       | 16                            |                               |
| VER | Verona                        | 17                            |                               |
| REA | Reggiana                      | 18                            |                               |
| Awans z Serie C1 1996/1997                                                                                    |                               |                               |                               |
| grupa A |                               |                               |                               |
| TRV | Treviso                       | 1                             |                               |
| MON | Monza                         | 52                            |                               |
| grupa B |                               |                               |                               |
| FAN | Fidelis Andria                | 1                             |                               |
| ANC | Ancona                        | 2                             |                               |
| Oznaczenia: - kolumna pierwsza – skróty nazw drużyn, - kolumna trzecia – miejsce zajęte w poprzednim sezonie. |                               |                               |                               |

Objaśnienia:
1. Ze względu na równą ilość punktów pomiędzy Piacenzą i Cagliari zorganizowano dodatkowy mecz o utrzymanie w Serie A. W nim zwyciężyła Piacenza pozostając w Serie A, natomiast Cagliari spadło do Serie B.
2. Monza i Ancona wygrały baraże o awans do Serie B.

## Tabela
| Lp. | Drużyna              | M  | Z  | R  | P  | Bramki | Bramki | Różn. | Pkt | Uwagi                      | Bezpośrednio |
| --- | -------------------- | -- | -- | -- | -- | ------ | ------ | ----- | --- | -------------------------- | ------------ |
| 1   | Salernitana (M) (A)  | 38 | 19 | 15 | 4  | 65     | 32     | +33   | 72  | Awans do Serie A 1998/1999 |              |
| 2   | Venezia (A)          | 38 | 17 | 13 | 8  | 51     | 31     | +20   | 64  | Awans do Serie A 1998/1999 |              |
| 3   | Cagliari (A)         | 38 | 15 | 18 | 5  | 53     | 36     | +17   | 63  | Awans do Serie A 1998/1999 |              |
| 4   | Perugia (B)          | 38 | 15 | 17 | 6  | 52     | 35     | +17   | 62  | Baraże o awans             |              |
| 5   | Torino (B)           | 38 | 17 | 11 | 10 | 50     | 40     | +10   | 62  | Baraże o awans             |              |
| 6   | Hellas Verona        | 38 | 15 | 8  | 15 | 51     | 38     | +13   | 53  |                            |              |
| 7   | Reggina              | 38 | 13 | 14 | 11 | 37     | 41     | −4    | 53  |                            |              |
| 8   | Treviso              | 38 | 12 | 16 | 10 | 43     | 42     | +1    | 52  |                            |              |
| 9   | Genoa                | 38 | 14 | 9  | 15 | 50     | 53     | −3    | 51  |                            |              |
| 10  | Reggiana             | 38 | 13 | 11 | 14 | 36     | 35     | +1    | 50  |                            |              |
| 11  | Chievo Verona        | 38 | 12 | 14 | 12 | 43     | 46     | −3    | 50  |                            |              |
| 12  | Fidelis Andria       | 38 | 11 | 15 | 12 | 42     | 43     | −1    | 48  |                            |              |
| 13  | Pescara              | 38 | 12 | 11 | 15 | 41     | 48     | −7    | 47  |                            |              |
| 14  | Ravenna              | 38 | 11 | 12 | 15 | 41     | 43     | −2    | 45  |                            |              |
| 15  | Monza                | 38 | 9  | 17 | 12 | 48     | 56     | −8    | 44  |                            |              |
| 16  | Lucchese             | 38 | 11 | 11 | 16 | 35     | 47     | −12   | 44  |                            |              |
| 17  | Foggia (S)           | 38 | 9  | 14 | 15 | 48     | 55     | −7    | 41  | Spadek do Serie C1         |              |
| 18  | Ancona (S)           | 38 | 8  | 16 | 14 | 49     | 61     | −12   | 40  | Spadek do Serie C1         |              |
| 19  | Padova (S)           | 38 | 8  | 12 | 18 | 30     | 49     | −19   | 36  | Spadek do Serie C1         |              |
| 20  | Castel di Sangro (S) | 38 | 5  | 15 | 18 | 38     | 64     | −26   | 30  | Spadek do Serie C1         |              |

## Baraże o awans do Serie A
| 21 czerwca 1998 | Perugia | 1:1 k. 5:4 | Torino |  |
| 17:00           |         |            |        |  |